# Eu Te Desejo Amor
"Eu Te Desejo Amor" é uma canção de MPB gravada pela cantora brasileira Maria Bethânia, como single promocional de sua turnê, Abraçar e Agradecer (2015).
A canção, escrita por Nelson Motta numa versão em português do clássico “Que Reste-T-Ill de Nos Amour?” de Charles Trenet, teve produção de Guto Graça Mello. A faixa tem encantado a todos no show da cantora, “Abraçar e Agradecer”, e entrou para a trilha sonora da nova novela das 9, Babilônia, como o tema do casal homossexual Teresa e Estela, personagens interpretados por Fernanda Montenegro e Nathalia Timberg.
O single foi lançado na loja virtual iTunes Store em 24 de março de 2015, e, para promover a canção, em 20 de março de 2015, quatro dias antes de seu lançamento, um lyric video de "Eu Te Desejo Amor" foi disponibilizado na conta da produtora Biscoito Fino, no site Youtube.

## Faixas e formatos
- Download digital[3]

1. "Eu Te Desejo Amor" — 2:45